# Mark Moseley
Mark DeWayne Moseley é um ex-jogador profissional de futebol americano estadunidense.

## Carreira
Moseley foi campeão da temporada de 1982 da National Football League jogando pelo Washington Redskins.